# شروقي
الشـروقي هي من أنواع الزجل أي الشعر الغنائي التراثي الشعبي الحزين المنتشر التي لها مكانة مرموقة في الغناء الشعبي الشامي واللبناني على وجه الخصوص. ويرددها العامة في مناسبات الحزن عادة. 

## أصل التسمية
ليس من تاريخ أو سبب واضح ومؤرخ لتسميته يالشروق، غير انه قيل أن عاشقا هجره أحبابه واتجهوا شرقا فراح يودعهم بهذا النوع من الشعر.

## أسلوبها
الشروقي أو القصيد البدوي تكون صدوره من قافية واعجازه من قافية أخرى ويتألف كل شطر من 13 حركة وهو من البحر الوفائي، لحنه حزين، يرافق بامتداد الصوت. كلمة شروقي لغةً تعني دامع العينين

## أمثلة
مثال لخليل روكز: